# Newton (mértékegység)
A fizikában a newton (jele: N) az erő mértékegysége az SI-mértékegységrendszerben. Nevét Sir Isaac Newton, a klasszikus mechanika atyjának munkássága után kapta; különösen a második törvényének elismeréseképpen.

## Definíció
Egy newton azzal az erővel egyenlő, amely egy 1 kilogramm tömegű testet 1 másodperc alatt, 1 méter per szekundum sebességre gyorsít fel. A newton egy SI származtatott egység; SI-alapegységekkel a következőképpen fejezhető ki:
{\displaystyle N=kg{\frac {m}{s^{2}}}}
Ahol:
- N = newton
- kg = kilogramm
- m = méter
- s = másodperc

## A newton használata

### A súly és a newton kapcsolata
Mivel a súly két test között fellépő erőhatás, a newton egyben a súly mértékegysége is. A Föld felszínén minden testre hat a gravitációs gyorsulás; melynek értéke Budapesten 9,81 m/s² (a földrajzi szélességtől és a tengerszint feletti magasságtól függően ez az érték kismértékben változik). Ennélfogva egy 1 kilogramm tömegű test súlya körülbelül 9,81 N.

### Más mértékegységek
A műszaki gyakorlatban igen elterjedt a newton ezerszeresének, a kilonewtonnak (jele: kN) a használata. Például az aerodinamikában a kilonewton a repülőgépek tolóerejének kifejezésére használatos; de a gépészetben a csavarok által kifejtett összeszorító erőt, a csapágyak teherbírását is kilonewtonban írják elő.
Ennél sokkal ritkábban, de szintén használt mértékegység a dekanewton (jele: daN) is. Ezt a mértékegységet általában valamely szerkezet (például tehergépkocsi platók, vontató- vagy mászókötelek) teherbírásának jellemzésére használják. Ez azért előnyös, mert ez a mértékegység közelítőleg 1:1 arányban megegyezik a szerkezet kg-ban kifejezett teherbírásával. Ily módon elkerülhető, hogy átváltási hibából származó túlterhelés jöjjön létre.
|       | newton (SI) | dekanewton  | kilonewton   | kilopond     |
| ----- | ----------- | ----------- | ------------ | ------------ |
| 1 N   | ≡ 1 kg·m/s² | = 0,1 daN   | = 0,001 kN   | ≈ 0,10197 kp |
| 1 daN | = 10 N      | ≡ 1 daN     | = 0,01 kN    | ≈ 1,0197 kp  |
| 1 kN  | = 1000 N    | = 100 daN   | ≡ 1 kN       | ≈ 101,97 kp  |
| 1 kp  | ≈ 9,80665 N | ≈ 0,981 daN | ≈ 0,00981 kN | ≡ g·(1 kg)   |

## Fordítás
- Ez a szócikk részben vagy egészben  a   Newton (unit) című angol Wikipédia-szócikk fordításán alapul.  Az eredeti cikk szerkesztőit annak laptörténete sorolja fel. Ez a jelzés csupán a megfogalmazás eredetét és a szerzői jogokat jelzi, nem szolgál a cikkben szereplő információk forrásmegjelöléseként.